# John Robertson-Aikman
John Robertson-Aikman   (New Parks, 25 de febrer de 1860 - Hamilton, 18 d'abril de 1948) va ser un militar i jugador de cúrling anglès, que va competir a començaments del segle xx.
Va estudiar a l'Eton College i el Brasenose College de la Universitat d'Oxford. El 1880 es va incorporar al 1r batalló de la Royal Lanark Militia. L'any següent aquest regiment es va fusionar amb la Highland Light Infantry (HLI). Entre el 1900 i el 1912 va comandar-ne el quart batalló, i durant la Primera Guerra Mundial va comandar un districte del Royal Defence Corps. El 1923 va ser nomenat Company de l'Orde del Bany.
El 1924 va exercir de capità de l'equip britànic que va guanyar la medalla d'or en la competició de cúrling als Jocs Olímpics de Chamonix.